# Chairlift
Chairlift foi uma banda norte-americana de música eletrônica e indie pop.
Criada no Brooklyn, New York, Chairlift era formada por Aaron Pfenning (compositor, vocais, guitarra), Caroline Polachek (compositora, vocais, tamborim, sintetizador) e Patrick Wimberly (bateria, baixo, teclado, produção).
Em 2016, eles anuciaram o fim da banda.

## História
Chairlift formado inicialmente como um projeto entre Aaron Pfenning e Caroline Polachek da Universidade do Colorado, em outubro de 2005. O grupo destina-se a fazer música de fundo para casas assombradas. Junto com o baixista Kyle McCabe, Chairlift gravou o início do Horário de Verão PE em Nova Monkey Studio, em Los Angeles, Califórnia, em abril de 2006.
Chairlift mudou-se para Williamsburg, Brooklyn, em agosto de 2006 e assinou contrato com a Kanin Records em junho de 2007. Patrick Wimberly se juntou ao grupo no início de 2007.

## Comercial de iPod
A música "Bruises" estrelou o comercial do iPod de 2008, a 4ª geração do iPod Nano.

## Discografia

### Álbuns
- Daylight Savings - Independente - junho de 2007
- Does You Inspire You - Kanine Records - 11 de Setembro de 2008
- Something - Columbia Records - Fevereiro de 2012
- Moth -  Columbia Records - Janeiro de 2016

### Singles
- "Evident Utensil" (2007)
- "Bruises" (2008; UK #50, U.S. #101)
- "Amanaemonesia" (2011)
- "Met Before" (2012)
- "Belong In Your Arms" (2012)